# 463Lマスターパレット

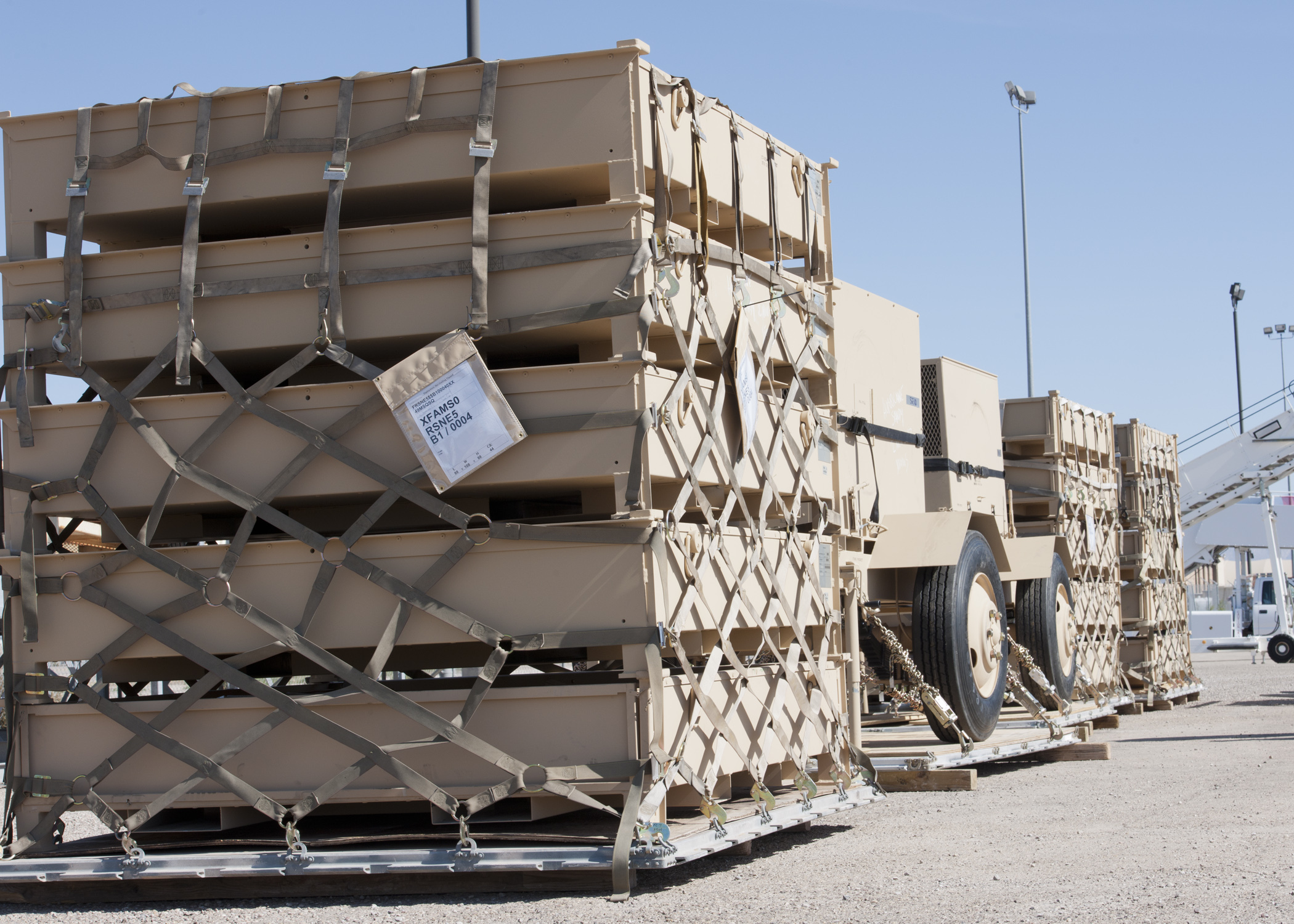
ネットを用いてマスター・パレットに固縛された貨物

463Lマスター・パレット（英語: 463L master pallet）は、アメリカ空軍の463L貨物輸送システムの一環として開発されたパレット。西側諸国の軍用輸送機で一般的に用いられている。

## 開発に至る経緯
1950年代の中頃には、航空貨物輸送の効率化のために荷役をシステム化することの必要性が認識されるようになっていた。1957年、アメリカ空軍は航空輸送の荷役システムの全要素を初めて定義した運用要件を発表した。そしてこれを踏まえて、1959年5月、空軍の兵站任務に関わるすべての輸送形態に対応する荷役システムの総体に関する詳細設計の契約が締結された。
この計画は「463L」と称され、ライト・パターソン空軍基地に所在する空軍システム軍団の航空システム部門（ASD）が責任を負うことになった。1960年には定義調査の契約が完了し、その結果はASDのほか空軍の主要コマンド、および陸・海軍によって検討された。この検討では、ユニットロード・システムの導入や機械化の推進、輸送書類の単一化などを推奨して、ハードウェアを下記の5つにファミリー化して開発することを提言した。
- ターミナル・ファミリー
- 貨物パレット化ファミリー
- 貨物地上荷役ファミリー
- 機上システムファミリー
- 輸送中統制ファミリー

そしてこの貨物パレット化ファミリーの一環として採用されたのがマスター・パレットであった。運用試験は軍事航空輸送部 (MATS) によって行われ、パレットを含む463L貨物輸送システムのハードウェアは1962年春より受領されはじめた。当初、これらのパレットは基地間の輸送でのみ用いられていたが、後には直接輸送の多くの利点を活用するため、基地よりも前方への輸送にも積極的に用いられるようになった。

## 設計

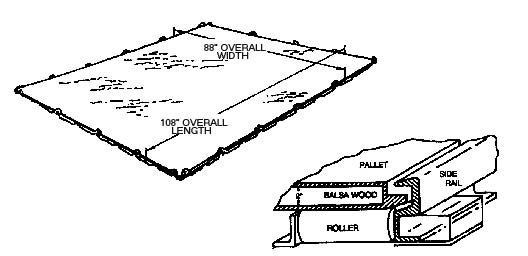
マスター・パレットの構造・寸法

マスター・パレットの区分・番号はHCU-6/Eで、サイズは88×108×2.25インチ（2,235×2,743×57.1 mm）、重量は290ポンド（131 kg）である。88インチの幅は民間のバンや軍用車両による車両輸送、108インチの長さはC-118、C-121、C-124輸送機への搭載を考慮して決定された。また長さを54インチと半減させたハーフサイズのパレット（HCU-10/CまたはHCU-12/E）も用いられている。底面をマスター・パレットと同寸法にすることで463L貨物輸送システムで扱えるようにした輸送コンテナであるISU（Internal Slingable Unit）もあるが、パレットにネットやロープで固定する場合よりも重くなるため、重要な貨物でのみ用いられる。
ISUと異なり、パレットそのものには囲いなどは設けられていないことから、四辺に2インチずつの余裕を設けて、この部分を使ってネット（HCU-7/EまたはHCU-15/C）やロープ（CGU-1/B）による梱包・固定を行うことになる。すなわち、マスター・パレットにおいて貨物の積載に使用できる部分は84×104インチ（2,134×2,642 mm）となり、またパレットとネットの合計重量は355ポンド（161 kg）となる。なおパレット自体の積載可能重量は最大10,000ポンド（4,540 kg）とされる。
パレットのコア部分は木材あるいは樹脂製で、側面にアルミニウム製のレールを組み合わせてある。このレールには機体側の緊締装置と接続・固定するためのリングが取り付けられており、マスター・パレットの場合、長辺にそれぞれ6個ずつ、また短辺には5個ずつが配置されている。構造が強固であることから、直接フォークリフトで使用することができるほか、野外の悪条件においても吊り下げ用スリングにも使用することができる。また空中投下に用いることもできるが、この場合は制動用パラシュートを設置する必要があるため、その分だけ搭載数が減ることになる。

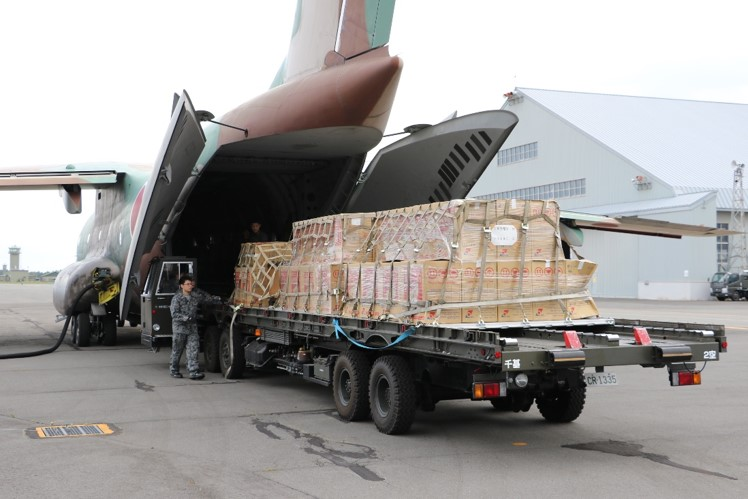
パレット化貨物のC-1への搭載作業
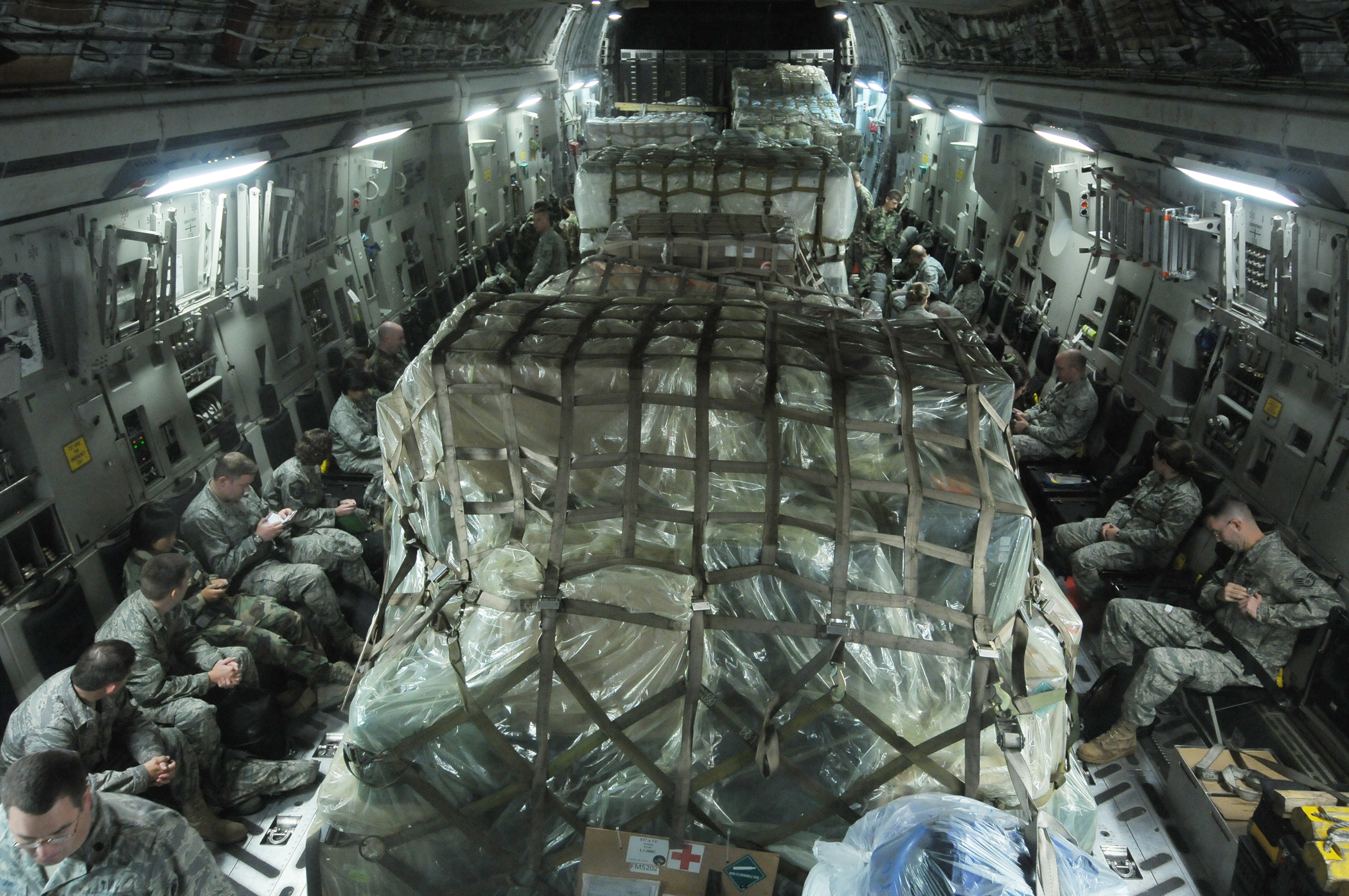
複数のパレットを用いて大型の貨物を搭載することもできる。
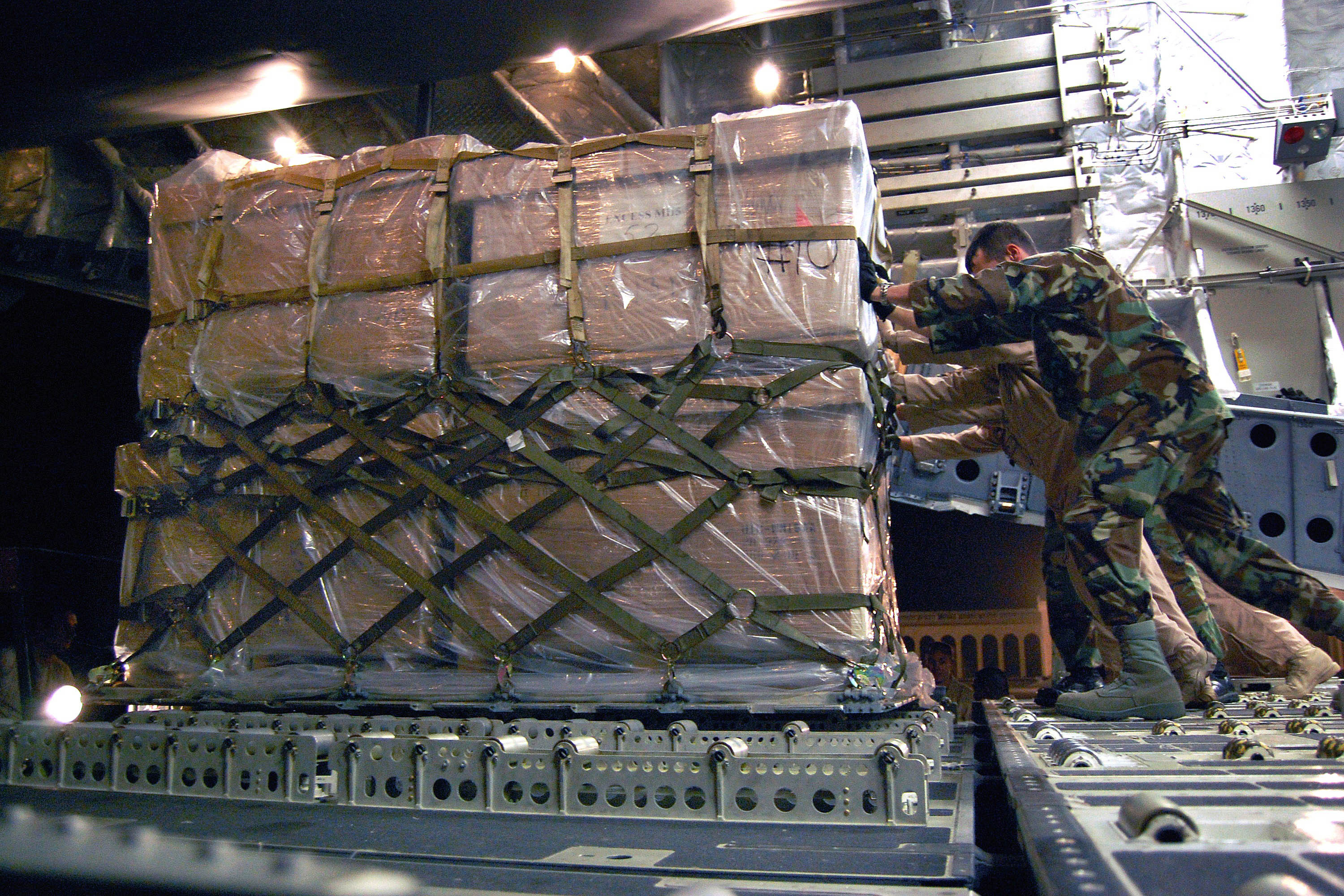
C-17機内でのパレット化貨物の卸下作業
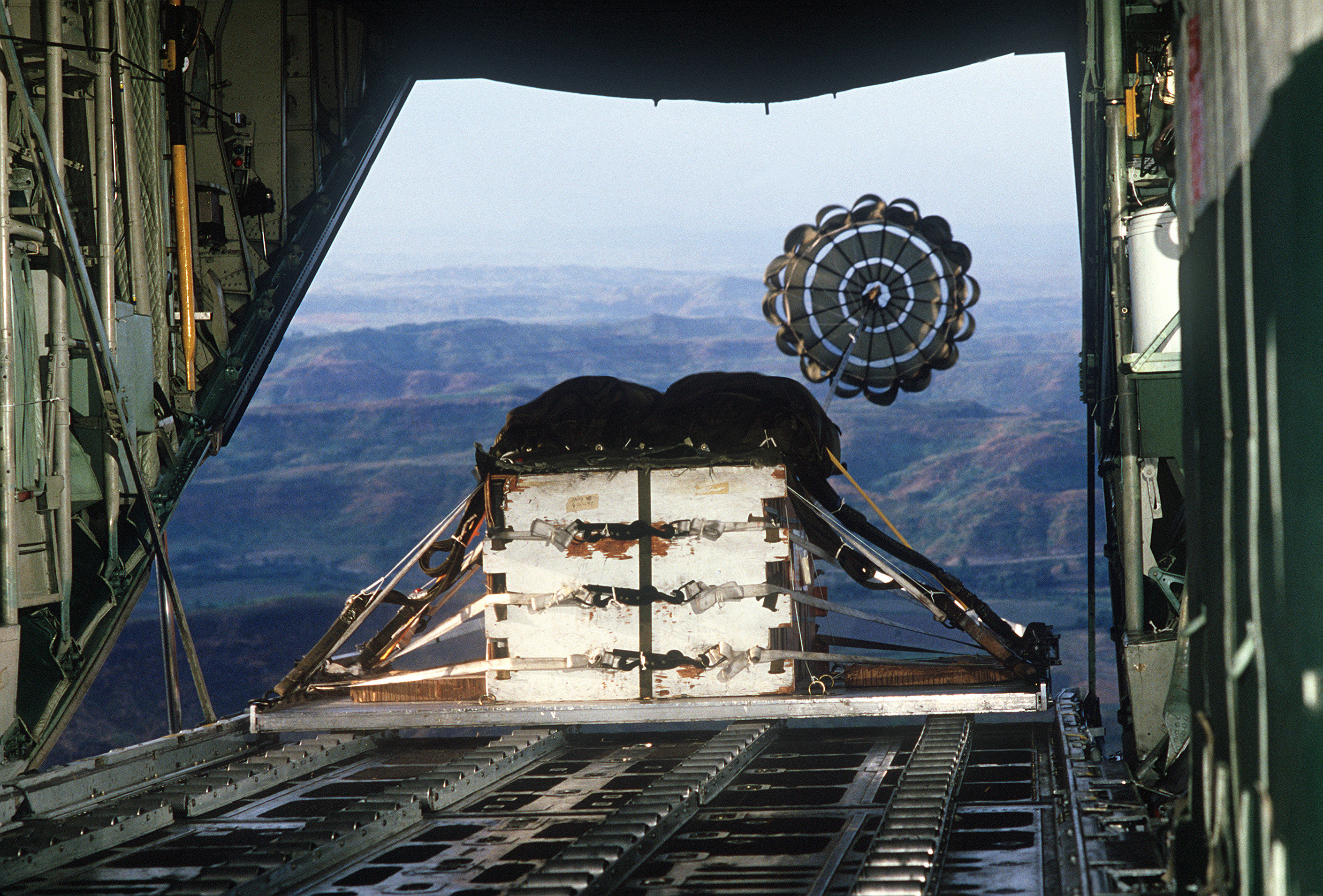
C-130から投下される貨物

### 輸送機のマスター・パレット搭載可能数
- C-130E/H/J: 6枚[6]
- C-130J-30: 8枚[6]
- C-141A: 10枚[7]
- C-141B: 13枚[7]
- C-5A/B/M: 36枚[7]
- C-17A: 18枚[7]
- C-1: 3枚[8]
- C-2: 8枚[9]
- CN-235: 4枚[7]
- C-295: 5枚[7]
- KC-10: 27枚[10]
- KC-767: 19枚[7]
- KC-46A: 18枚[7]
- A330 MRTT: 34枚[7]
- A400M: 9枚[7]
- CH-47: 3枚[11]
- V-22: 1枚相当（ハーフパレット2枚）[12]